# Al-Quwa Al-Jawiya
Al-Quwa Al-Jawiya (arabski: النادي القوة الجوية الرياضي) – iracki klub piłkarski z siedzibą w Bagdadzie, występujący w Dawri Al-Nokhba. Występuje na Al-Quwa Al-Jawiya Stadium, który może pomieścić 10 000 widzów.
Jest najstarszym klubem w Iraku - został założony 22 kwietnia 1931 roku.

## Sukcesy
- 6-krotny mistrz Iraku: 1974/75, 1989/90, 1991/92, 1996/97, 2004/05, 2016/17
- 8-krotny zdobywca Pucharu Iraku: 1962/63, 1972/73, 1973/74, 1974/75, 1977/78, 1991/92, 1996/97, 2015/16
- 2-krotny zdobywca Pucharu AFC: 2016, 2017